# Hintertupfingen
Met de term Hintertupfingen bedoelt men in het Duits een fictieve, afgelegen plek die ver van de beschaving af ligt en zodoende cultureel en sociaal onderontwikkeld is. De term is vooral in het zuiden van Duitsland in gebruik, waarbij men het in Beieren en Oostenrijk ook wel over Hintertupfing heeft. Een synoniem hiervoor is Krähwinkel.
Een Nederlandse vertaling zou Achtertoppingen zijn.
De term Hintertupfingen lijkt omstreeks 1920 in de alledaagse Duitse spreektaal te zijn opgedoken. Volgens de heemkundige Lutz Röhrich betekent de uitdrukking „van Hintertupfingen zijn” dat men provinciaal en onderontwikkeld is. Iemand uit Hintertupfingen is bijgevolg het tegengestelde van een kosmopoliet.
Het kleinste stationnetje in de catalogus van Faller (huisjes voor modelspoor) heet Hintertupfingen, wellicht bij wijze van grap. De Noorse animatiefilm Flåklypa Grand Prix heet in het Duits Hintertupfinger Grand Prix
Soortgelijke termen voor afgelegen en/of onontwikkelde plaatsen zijn:
- Nergenshuizen, Boerenkolenbladderadeel en (minder correct) Schubbekutteveen in het Nederlands
- Podunk in Amerikaans-Engels
- Schubbekutteveen
- Timboektoe, dat overigens daadwerkelijk bestaat en in Mali ligt
- Verweggistan, afkomstig uit de avonturen van Donald Duck